# Bruce Springsteen and the E Street Band Reunion Tour
Die Bruce Springsteen and the E Street Band Reunion Tour war eine weltweite Konzerttournee des US-amerikanischen Singer-Songwriters Bruce Springsteen, gemeinsam mit seiner E Street Band. Sie markierte die ersten gemeinsamen Konzerte Springsteens mit seiner etablierten Begleitband seit 1988.

## Hintergrund
Die Tourvorbereitungen begannen im März 1999 mit einer Reihe von Proben in der örtlichen Convention Hall in Asbury Park. Mehrere Dutzend treue Springsteen-Anhänger standen voller Vorfreude auf die lang ersehnte Reunion vor der Halle auf der kalten und windigen Promenade und am Strand, versuchten genau auf die Musikfetzen zu hören, die von innen aus der Halle kamen, und berichteten in mehreren Springsteen-Internetforen über ihre Erkenntnisse.
Die erfolgreiche Reunion-Tournee begann schließlich am 9. April 1999 in Barcelona und endete am 1. Juli 2000 nach einer Serie mehrerer Konzerte in New York City. Insgesamt umfasste sie 132 Auftritte in Europa und Nordamerika. Springsteen entschied sich, die Reunion-Tour in Europa zu beginnen, vielleicht um die Show in Topform zu bringen, bevor er nach Hause in die Vereinigten Staaten kam und dort größere Aufmerksamkeit erfuhr. Zudem war Barcelona, Schauplatz des Eröffnungskonzerts dabei, sich zu einer der beliebtesten Konzerthochburgen für Springsteen zu entwickeln.
Bei dieser Tournee spielten Springsteen und seine E Street Band ausschließlich alte Stücke, da Springsteen kein neues Album zu bewerben hatte. Die Veröffentlichung seines umfassenden CD-Boxsets Tracks sechs Monate zuvor war auf das Weihnachtsgeschäft 1998 ausgerichtet und war zum Zeitpunkt der Tour nicht mehr in den Charts verzeichnet. Die Veröffentlichung der gekürzten Einzel-CD 18 Tracks fiel zwar mit dem Beginn der Tour zusammen, erhielt aber nur wenig Promotion und zusätzliche Verkaufsschübe.
Der Sound der E Street Band veränderte sich mit dieser Tour merklich. Ursprünglich anders, weil zwei Tasteninstrumente und ein Saxophon zum Einsatz kamen, war er jetzt gitarrenorientierter, da die Gitarristen Steven Van Zandt und Nils Lofgren, die unabhängig voneinander bereits früher in der E Street Band gespielt hatten, beide zugleich in die Besetzung aufgenommen wurden und auch Springsteens Ehefrau Patti Scialfa als dritte Gitarrenbegleitung hinzukam.
Das Konzert am 24. September 1999 in Philadelphia fiel mit Springsteens 50. Geburtstag am vorherigen Tag zusammen. Er eröffnete die Show mit einem Lob für seine große Fangemeinde in Philadelphia und spielte dann eine Nachricht von seinem Anrufbeantworter ab, die eine Freundin seiner Mutter auf ihm hinterlassen hatte.

## Liveaufnahmen
Die beiden letzten Konzerte im New Yorker Madison Square Garden am 29. Juni und 1. Juli 2000 wurden aufgenommen, gefilmt und  2001 unter dem Titel Live in New York City als Livealbum und als Konzertfilm auf DVD veröffentlicht. Mehrere vollständige Konzertaufnahmen der Tour (mit den gespielten Liedern in korrekter Reihenfolge) wurden außerdem im Laufe der Jahre als Teil der Bruce Springsteen Archives veröffentlicht:
- Madison Square Garden, New York 07/01/2000: veröffentlicht am 6. Oktober 2017.
- Chicago, September 30, 1999: veröffentlicht am 7. September 2018.
- Los Angeles, October 23, 1999: veröffentlicht am 11. Oktober 2019.
- First Union Center, Philadelphia, September 25, 1999: veröffentlicht am 3. Juli 2020.
- Madison Square Garden, New York 06/27/2000: veröffentlicht am 12. März 2021.
- Arrowhead Pond, Anaheim 05/22/2000: veröffentlicht am 7. Januar 2022.
- East Rutherford, July 18, 1999: veröffentlicht am 24. Dezember 2022.

## Tourdaten
| Nr.                 | Datum              | Stadt               | Land               | Veranstaltungsort              | Anmerkungen                        |
| Leg 1 – Europa      | Leg 1 – Europa     | Leg 1 – Europa      | Leg 1 – Europa     | Leg 1 – Europa                 | Leg 1 – Europa                     |
| ------------------- | ------------------ | ------------------- | ------------------ | ------------------------------ | ---------------------------------- |
| 1                   | 9. April 1999      | Barcelona           | Spanien            | Palau Sant Jordi               |                                    |
| 2                   | 11. April 1999     | Barcelona           | Spanien            | Palau Sant Jordi               |                                    |
| 3                   | 13. April 1999     | München             | Deutschland        | Olympiahalle                   |                                    |
| 4                   | 15. April 1999     | Köln                | Deutschland        | Kölnarena                      |                                    |
| 5                   | 17. April 1999     | Casalecchio di Reno | Italien            | PalaMalaguti                   |                                    |
| 6                   | 19. April 1999     | Assago              | Italien            | FilaForum                      |                                    |
| 7                   | 20. April 1999     | Assago              | Italien            | FilaForum                      |                                    |
| 8                   | 23. April 1999     | Regensburg          | Deutschland        | Donau-Arena                    |                                    |
| 9                   | 24. April 1999     | Wien                | Osterreich         | Stadthalle                     |                                    |
| 10                  | 26. April 1999     | Zürich              | Schweiz            | Hallenstadion                  |                                    |
| 11                  | 28. April 1999     | Lyon                | Frankreich         | Halle Tony Garnier             |                                    |
| 12                  | 1. Mai 1999        | Manchester          | England            | Manchester Evening News Arena  |                                    |
| 13                  | 2. Mai 1999        | Manchester          | England            | Manchester Evening News Arena  |                                    |
| 14                  | 16. Mai 1999       | Birmingham          | England            | National Exhibition Centre     |                                    |
| 15                  | 18. Mai 1999       | London              | England            | Earls Court                    |                                    |
| 16                  | 19. Mai 1999       | London              | England            | Earls Court                    |                                    |
| 17                  | 21. Mai 1999       | London              | England            | Earls Court                    |                                    |
| 18                  | 23. Mai 1999       | London              | England            | Earls Court                    |                                    |
| 19                  | 25. Mai 1999       | Dublin              | Irland             | RDS Arena                      |                                    |
| 20                  | 27. Mai 1999       | Gent                | Belgien            | Flanders Expo                  |                                    |
| 21                  | 29. Mai 1999       | Berlin              | Deutschland        | Parkbühne Wuhlheide            |                                    |
| 22                  | 30. Mai 1999       | Berlin              | Deutschland        | Parkbühne Wuhlheide            |                                    |
| 23                  | 2. Juni 1999       | Paris               | Frankreich         | Palais Omnisport de Bercy      |                                    |
| 24                  | 3. Juni 1999       | Paris               | Frankreich         | Palais Omnisport de Bercy      |                                    |
| 25                  | 5. Juni 1999       | Saragossa           | Spanien            | Estadio La Romareda            |                                    |
| 26                  | 7. Juni 1999       | Madrid              | Spanien            | Estadio de la Comunidad        |                                    |
| 27                  | 11. Juni 1999      | Genua               | Italien            | Stadio Luigi Ferraris          |                                    |
| 28                  | 13. Juni 1999      | Leipzig             | Deutschland        | Bruno-Plache-Stadion           |                                    |
| 29                  | 15. Juni 1999      | Offenbach am Main   | Deutschland        | Stadion am Bieberer Berg       |                                    |
| 30                  | 17. Juni 1999      | Bremen              | Deutschland        | Weserstadion                   |                                    |
| 31                  | 19. Juni 1999      | Arnhem              | Niederlande        | GelreDome                      |                                    |
| 32                  | 20. Juni 1999      | Arnhem              | Niederlande        | GelreDome                      |                                    |
| 33                  | 23. Juni 1999      | Stockholm           | Schweden           | Olympiastadion                 |                                    |
| 34                  | 24. Juni 1999      | Stockholm           | Schweden           | Olympiastadion                 |                                    |
| 35                  | 26. Juni 1999      | Kopenhagen          | Danemark           | Parken                         |                                    |
| 36                  | 27. Juni 1999      | Oslo                | Norwegen           | Valle Hovin                    |                                    |
| Leg 2 – Nordamerika |                    |                     |                    |                                |                                    |
| 37                  | 15. Juli 1999      | East Rutherford     | Vereinigte Staaten | Continental Airlines Arena     |                                    |
| 38                  | 18. Juli 1999      | East Rutherford     | Vereinigte Staaten | Continental Airlines Arena     |                                    |
| 39                  | 20. Juli 1999      | East Rutherford     | Vereinigte Staaten | Continental Airlines Arena     |                                    |
| 40                  | 24. Juli 1999      | East Rutherford     | Vereinigte Staaten | Continental Airlines Arena     |                                    |
| 41                  | 26. Juli 1999      | East Rutherford     | Vereinigte Staaten | Continental Airlines Arena     |                                    |
| 42                  | 27. Juli 1999      | East Rutherford     | Vereinigte Staaten | Continental Airlines Arena     |                                    |
| 43                  | 29. Juli 1999      | East Rutherford     | Vereinigte Staaten | Continental Airlines Arena     |                                    |
| 44                  | 1. August 1999     | East Rutherford     | Vereinigte Staaten | Continental Airlines Arena     |                                    |
| 45                  | 2. August 1999     | East Rutherford     | Vereinigte Staaten | Continental Airlines Arena     |                                    |
| 46                  | 4. August 1999     | East Rutherford     | Vereinigte Staaten | Continental Airlines Arena     |                                    |
| 47                  | 6. August 1999     | East Rutherford     | Vereinigte Staaten | Continental Airlines Arena     |                                    |
| 48                  | 7. August 1999     | East Rutherford     | Vereinigte Staaten | Continental Airlines Arena     |                                    |
| 49                  | 9. August 1999     | East Rutherford     | Vereinigte Staaten | Continental Airlines Arena     |                                    |
| 50                  | 11. August 1999    | East Rutherford     | Vereinigte Staaten | Continental Airlines Arena     |                                    |
| 51                  | 12. August 1999    | East Rutherford     | Vereinigte Staaten | Continental Airlines Arena     |                                    |
| xx                  | 16. August 1999    | Auburn Hills        | Vereinigte Staaten | Palace of Auburn Hills         | verlegt auf den 8. September 1999  |
| xx                  | 17. August 1999    | Auburn Hills        | Vereinigte Staaten | Palace of Auburn Hills         | verlegt auf den 9. September 1999  |
| 52                  | 21. August 1999    | Boston              | Vereinigte Staaten | FleetCenter                    |                                    |
| 53                  | 22. August 1999    | Boston              | Vereinigte Staaten | FleetCenter                    |                                    |
| 54                  | 24. August 1999    | Boston              | Vereinigte Staaten | FleetCenter                    |                                    |
| 55                  | 26. August 1999    | Boston              | Vereinigte Staaten | FleetCenter                    |                                    |
| 56                  | 27. August 1999    | Boston              | Vereinigte Staaten | FleetCenter                    |                                    |
| 57                  | 31. August 1999    | Washington, D.C.    | Vereinigte Staaten | MCI Center                     |                                    |
| 58                  | 1. September 1999  | Washington, D.C.    | Vereinigte Staaten | MCI Center                     |                                    |
| 59                  | 3. September 1999  | Washington, D.C.    | Vereinigte Staaten | MCI Center                     |                                    |
| 60                  | 8. September 1999  | Auburn Hills        | Vereinigte Staaten | Palace of Auburn Hills         |                                    |
| 61                  | 9. September 1999  | Auburn Hills        | Vereinigte Staaten | Palace of Auburn Hills         |                                    |
| 62                  | 13. September 1999 | Philadelphia        | Vereinigte Staaten | First Union Center             |                                    |
| 63                  | 15. September 1999 | Philadelphia        | Vereinigte Staaten | First Union Center             |                                    |
| xx                  | 16. September 1999 | Philadelphia        | Vereinigte Staaten | First Union Spectrum           | verlegt auf den 24. September 1999 |
| 64                  | 20. September 1999 | Philadelphia        | Vereinigte Staaten | First Union Center             |                                    |
| 65                  | 21. September 1999 | Philadelphia        | Vereinigte Staaten | First Union Center             |                                    |
| 66                  | 24. September 1999 | Philadelphia        | Vereinigte Staaten | First Union Spectrum           |                                    |
| 67                  | 25. September 1999 | Philadelphia        | Vereinigte Staaten | First Union Center             |                                    |
| 68                  | 27. September 1999 | Chicago             | Vereinigte Staaten | United Center                  |                                    |
| 69                  | 28. September 1999 | Chicago             | Vereinigte Staaten | United Center                  |                                    |
| 70                  | 30. September 1999 | Chicago             | Vereinigte Staaten | United Center                  |                                    |
| 71                  | 15. Oktober 1999   | Phoenix             | Vereinigte Staaten | America West Arena             |                                    |
| 72                  | 17. Oktober 1999   | Los Angeles         | Vereinigte Staaten | Staples Center                 |                                    |
| 73                  | 18. Oktober 1999   | Los Angeles         | Vereinigte Staaten | Staples Center                 |                                    |
| 74                  | 21. Oktober 1999   | Los Angeles         | Vereinigte Staaten | Staples Center                 |                                    |
| 75                  | 23. Oktober 1999   | Los Angeles         | Vereinigte Staaten | Staples Center                 |                                    |
| 76                  | 25. Oktober 1999   | Oakland             | Vereinigte Staaten | The Arena in Oakland           |                                    |
| 77                  | 26. Oktober 1999   | Oakland             | Vereinigte Staaten | The Arena in Oakland           |                                    |
| 78                  | 28. Oktober 1999   | Oakland             | Vereinigte Staaten | The Arena in Oakland           |                                    |
| xx                  | 3. November 1999   | Minneapolis         | Vereinigte Staaten | Target Center                  | verlegt auf den 28. November 1999  |
| xx                  | 4. November 1999   | Minneapolis         | Vereinigte Staaten | Target Center                  | verlegt auf den 29. November 1999  |
| 79                  | 6. November 1999   | Fargo               | Vereinigte Staaten | Fargodome                      |                                    |
| 80                  | 9. November 1999   | Milwaukee           | Vereinigte Staaten | Bradley Center                 |                                    |
| 81                  | 10. November 1999  | Indianapolis        | Vereinigte Staaten | Conseco Fieldhouse             |                                    |
| 82                  | 14. November 1999  | Cleveland           | Vereinigte Staaten | Gund Arena                     |                                    |
| 83                  | 15. November 1999  | Cleveland           | Vereinigte Staaten | Gund Arena                     |                                    |
| 84                  | 17. November 1999  | Columbus            | Vereinigte Staaten | Value City Arena               |                                    |
| 85                  | 19. November 1999  | Buffalo             | Vereinigte Staaten | Marine Midland Arena           |                                    |
| 86                  | 21. November 1999  | Albany              | Vereinigte Staaten | Pepsi Arena                    |                                    |
| 87                  | 28. November 1999  | Minneapolis         | Vereinigte Staaten | Target Center                  |                                    |
| 88                  | 29. November 1999  | Minneapolis         | Vereinigte Staaten | Target Center                  |                                    |
| Leg 3 – Nordamerika |                    |                     |                    |                                |                                    |
| 89                  | 28. Februar 2000   | University Park     | Vereinigte Staaten | Bryce Jordan Center            |                                    |
| 90                  | 4. März 2000       | Orlando             | Vereinigte Staaten | Orlando Arena                  |                                    |
| 91                  | 6. März 2000       | Tampa               | Vereinigte Staaten | Ice Palace                     |                                    |
| 92                  | 9. März 2000       | Sunrise             | Vereinigte Staaten | National Car Rental Center     |                                    |
| 93                  | 10. März 2000      | Sunrise             | Vereinigte Staaten | National Car Rental Center     |                                    |
| 94                  | 13. März 2000      | Dallas              | Vereinigte Staaten | Reunion Arena                  |                                    |
| 95                  | 14. März 2000      | North Little Rock   | Vereinigte Staaten | Alltel Arena                   |                                    |
| 96                  | 18. März 2000      | Memphis             | Vereinigte Staaten | Pyramid Arena                  |                                    |
| 97                  | 19. März 2000      | New Orleans         | Vereinigte Staaten | New Orleans Arena              |                                    |
| 98                  | 30. März 2000      | Denver              | Vereinigte Staaten | Pepsi Center                   |                                    |
| 99                  | 31. März 2000      | Denver              | Vereinigte Staaten | Pepsi Center                   |                                    |
| 100                 | 3. April 2000      | Portland            | Vereinigte Staaten | Rose Garden Arena              |                                    |
| 101                 | 4. April 2000      | Tacoma              | Vereinigte Staaten | Tacoma Dome                    |                                    |
| 102                 | 8. April 2000      | St. Louis           | Vereinigte Staaten | Kiel Center                    |                                    |
| 103                 | 9. April 2000      | Kansas City         | Vereinigte Staaten | Kemper Arena                   |                                    |
| 104                 | 12. April 2000     | Nashville           | Vereinigte Staaten | Gaylord Entertainment Center   |                                    |
| 105                 | 15. April 2000     | Louisville          | Vereinigte Staaten | Freedom Hall                   |                                    |
| 106                 | 17. April 2000     | Austin              | Vereinigte Staaten | Frank Erwin Center             |                                    |
| 107                 | 18. April 2000     | Houston             | Vereinigte Staaten | Compaq Center                  |                                    |
| 108                 | 21. April 2000     | Charlotte           | Vereinigte Staaten | Coliseum                       |                                    |
| 109                 | 22. April 2000     | Raleigh             | Vereinigte Staaten | Entertainment and Sports Arena |                                    |
| 110                 | 25. April 2000     | Pittsburgh          | Vereinigte Staaten | Mellon Arena                   |                                    |
| 111                 | 26. April 2000     | Pittsburgh          | Vereinigte Staaten | Mellon Arena                   |                                    |
| 112                 | 30. April 2000     | Cincinnati          | Vereinigte Staaten | Firstar Center                 |                                    |
| 113                 | 3. Mai 2000        | Toronto             | Kanada             | Air Canada Centre              |                                    |
| 114                 | 4. Mai 2000        | Toronto             | Kanada             | Air Canada Centre              |                                    |
| 115                 | 7. Mai 2000        | Hartford            | Vereinigte Staaten | Civic Center                   |                                    |
| 116                 | 8. Mai 2000        | Hartford            | Vereinigte Staaten | Civic Center                   |                                    |
| 117                 | 21. Mai 2000       | Anaheim             | Vereinigte Staaten | Arrowhead Pond                 |                                    |
| 118                 | 22. Mai 2000       | Anaheim             | Vereinigte Staaten | Arrowhead Pond                 |                                    |
| 119                 | 27. Mai 2000       | Paradise            | Vereinigte Staaten | MGM Grand Garden Arena         |                                    |
| 120                 | 29. Mai 2000       | Salt Lake City      | Vereinigte Staaten | Delta Center                   |                                    |
| 121                 | 3. Juni 2000       | Atlanta             | Vereinigte Staaten | Philips Arena                  |                                    |
| 122                 | 4. Juni 2000       | Atlanta             | Vereinigte Staaten | Philips Arena                  |                                    |
| 123                 | 12. Juni 2000      | New York City       | Vereinigte Staaten | Madison Square Garden          |                                    |
| 124                 | 15. Juni 2000      | New York City       | Vereinigte Staaten | Madison Square Garden          |                                    |
| 125                 | 17. Juni 2000      | New York City       | Vereinigte Staaten | Madison Square Garden          |                                    |
| 126                 | 20. Juni 2000      | New York City       | Vereinigte Staaten | Madison Square Garden          |                                    |
| 127                 | 22. Juni 2000      | New York City       | Vereinigte Staaten | Madison Square Garden          |                                    |
| 128                 | 23. Juni 2000      | New York City       | Vereinigte Staaten | Madison Square Garden          |                                    |
| 129                 | 26. Juni 2000      | New York City       | Vereinigte Staaten | Madison Square Garden          |                                    |
| 130                 | 27. Juni 2000      | New York City       | Vereinigte Staaten | Madison Square Garden          |                                    |
| 131                 | 29. Juni 2000      | New York City       | Vereinigte Staaten | Madison Square Garden          |                                    |
| 132                 | 1. Juli 2000       | New York City       | Vereinigte Staaten | Madison Square Garden          |                                    |

## Band
- Bruce Springsteen: Gesang, Gitarre, Mundharmonika, Klavier
- Roy Bittan: Klavier, Keyboards
- Clarence Clemons: Saxophon, Percussion, Hintergrundgesang
- Danny Federici: Hammondorgel, Glockenspiel, Akkordeon
- Nils Lofgren: Gitarre, Pedal-Steel-Gitarre, Hintergrundgesang
- Patti Scialfa: Gitarre, Hintergrundgesang
- Garry Tallent: Bass, Kontrabass
- Steven Van Zandt: Gitarre, Mandoline, Hintergrundgesang
- Max Weinberg: Schlagzeug